# Бред Дуриф
Бредфорд Клод Дуриф (енгл. Bradford Claude Dourif; Хантингтон, Западна Вирџинија; рођен, 18. марта 1950), амерички је филмски, телевизијски и позоришни глумац. Током своје дуге каријере остварио је преко 170 улога на филму и телевизији.
Током своје каријере, Дуриф је играо безброј убица, психопата, манијака и уопштено чудних ликова, притом појављујући се у филмовима Дејвида Линча, Алана Паркера и Жан-Пјера Женеа. Глумио је у најразличитијим категоријама филмова: од оскаровских блокбастера попут Господар прстенова (2002—2003) и Осми путник: Васкрснуће (1997), до познатих хорор филмова као што је Дечија игра (1988).
Улога плашљивог и стидљивог муцавца Билија Бибита у чувеној драми Лет изнад кукавичјег гнезда (1975) Милоша Формана, донела је Дурифу номинацију за награду Оскар за најбољег споредног глумца, као и награду БАФТА у истој категорији и Златни глобус за звезду године.
Номинован је и за награду Еми за ударне термине за најбољег споредног глумца за серију Дедвуд 2004. године.
Отац је глумице Фионе Дуриф.